# Harry Potter (person)
 For alternative betydninger, se Harry Potter (flertydig). (Se også artikler, som begynder med Harry Potter)
Harry James Potter (født 31. juli 1980) er en fiktiv person og hovedpersonen i J.K. Rowlings romanserie af samme navn.
Harry Potter-bøgerne handler om de begivenheder, Harry oplever i sit 11. til 18. leveår. Handlingen er i høj grad centreret om, men ikke begrænset til, Hogwarts Skole for Heksekunst og Troldmandsskab, hvor Harry bliver indskrevet, da han på sin 11 års fødselsdag finder ud af, at han er en troldmand.
Harrys bedste venner på Hogwarts er Ron Weasley og Hermione Granger; de tre følges gennem alle bøgerne og hjælpes ad med at overkomme de udfordringer, de møder trods lejlighedsvise uenigheder. På Hogwarts er Harrys værste fjende Draco Malfoy og hans slæng bestående af Gregory Goyle og Vincent Crabbe.
Harry er berømt i hele troldmandsverdenen, fordi han er den eneste person, der har overlevet Dræberforbandelsen Avada Kedavra og for som spæd at have besejret mørkets troldmand Lord Voldemort. Men da Lord Voldemort vender tilbage, må Harry tage kampen op mod ham igen.

## Biografi
Den 31. Juli 1980 blev Harry James Potter født som eneste barn af heksen Lily Evans og troldmanden James Potter. I bøgerne nævnes det ofte, at han ligner sin far med det samme uregerlige, sorte hår. Harry opdager dog senere, at han ligner sin mor mere i personlighed. Han har også arvet sin mors grønne øjne. (Hvilket i øvrigt skabte en del problemer for skuespilleren i filmene, da han ikke kunne bruge kontaktlinser på grund af allergiske anfald). I de første fire bøger er Harry temmelig lille af sin alder, men efterhånden går det i sig selv. Han er dog mager i alle bøgerne. Harry kan genkendes på sine karakteristiske, runde briller. Hans mest bemærkelsesværdige kendetegn er dog det lynformede ar, Voldemorts forbandelse forårsagede.
De første ti år af Harrys liv er kun sporadisk beskrevet. I tiden før forældrenes død fremstår han som et almindeligt troldmandsbarn. Han har forskelligt magisk legetøj, herunder en flyvende kost, der holder sig nogle få centimeter over jorden; Harry var allerede før sin første fødselsdag i stand til at jage familiens kat rundt i huset, mens han fløj på kosten.
Den 31. oktober på allehelgensaften, også kendt som Halloween, blev 1-årige Harry og hans forældre uden varsel angrebet i deres hjem. James blev dræbt som den første; han nåede kun at råbe: "Lily, tag Harry og løb ovenpå. Det er Ham. Jeg holder ham tilbage, flygt." Voldemort konfronterede herefter Lily og gav hende mulighed for at træde til side og overlade Harry til sig. Da Lily nægtede, faldt hun for Voldemorts dræberforbandelse. – Men at hun af kærlighed ofrede sit liv for Harrys bevirkede, at Voldemorts næste dræberforbandelse, rettet mod Harry, slog tilbage og ramte Voldemort selv. Harrys eneste mén er et lynformet ar i panden. Hændelsen har dog efterladt ham med en særlig forbindelse til Voldemort.
Efter angrebet foranstaltede Dumbledore at Harry, ved Hagrids mellemkomst, blev afleveret til familien Dursley. Her blev Harry konstant sat i anden række i forhold til parrets egen søn, Dudley. Harry måtte slå sig til tåls med at blive dårligt behandlet, og han blev holdt uvidende om sin troldmandsbaggrund. Gennem sin opvækst oplever han dog flere gange mystiske hændelser, der vidner om hans magiske aner.

## Optrædener

### Harry Potter og De Vises Sten
Da Harry er 11 år gammel, får han, mod sædvane, lov til at deltage i Dudleys fødselsdag. – Fru Figg, der almindeligvis passer Harry, har brækket benet. Turen går til Zoologisk Have. Her går det ikke stille for sig: Harry betragter en Boaslange og udtrykker (højt) sin sympati for den, da glasset til buret uden videre splintres. Det vækker naturligvis stor bestyrtelse, og da det kommer onkel Vernon for øre, at Harry er involveret, tvinger han Harry i pulterkammeret under trappen. Nogle dage derefter begynder der at ske mærkelige ting; et brev er adresseret til Harry, og det er øjensynligt fra et sted, der ikke eksisterer. Brevene at vælte ind og Familien Dursley flygter til et sted der hedder Hytten-På-Stenen. Om aftenen ligger Harry på gulvet og tegner en fødselsdagskage i noget støv og tæller ned til sin egen fødselsdag, 3... 2... 1...
...Lige pludslig lyder der brag uden for døren og en mand kommer ind ad døren. Han præsenterer sig selv og forklarer at Harry er en troldmand og hvordan hans forældre døde og om Lord Voldemort.
Rubeus Hagrid tager Harry med til Diagonalstræde for at købe det udstyr, han skal bruge til sit første år på Hogwarts. Her får Harry sin introduktion til det magiske samfund og erfarer, at han er en berømthed fordi han overlevede Lord Voldemorts angreb som spæd. Han finder også ud af at hans forældre har efterladt ham en ganske betragtelig sum penge i Troldmandsbanken Gringotts, hvilket er en temmelig ny oplevelse for Harry, der aldrig rigtigt har ejet noget. Han er meget fascineret af den magi, han oplever, og de væsener, han møder, selv om han er lidt forlegen over al den uventede opmærksomhed, han får.
Harry får at vide, at han skal tage med Hogwartsekspressen fra Perron 9¾ på King's Cross Station for at komme til Hogwarts. Han bliver afleveret på stationen af Vernon, der forlader ham inden han har fundet sit tog. Da han ikke kan finde perronen, og personalet ikke har hørt om Perron 9¾, søger han i stedet hjælp fra en familie af rødhårede mennesker, han tilfældigt hører nævne perronen. På toget finder han ud af at det var Ron Weasleys familie, og de to bliver hurtigt gode venner. De møder også Draco Malfoy og hans slæng, Vincent Crabbe og Gregory Goyle, da Malfoy giver Harry et lidet dragende tilbud om at "omgås den rigtige slags elever på skolen"; da Harry afslår lægges kimen til det had, han og Draco kommer til at nære til hinanden gennem hele deres skoletid. Harry og Ron møder også kort Hermione Granger, som de indledningsvist opfatter som bedrevidende og pågående, og Neville Longbottom, der leder efter sin tudse, Trevor.
På Hogwarts bliver eleverne fordelt i skolens fire kollegier af Fordelingshatten; den overvejer længe hvilket kollegie Harry skal placeres i, da han besidder egenskaber, der hører til hvert kollegie, men ender med at placere ham i Gryffindor, hvor også Ron, Hermione og Neville havner.
Skolelivet oplever Harry som en ny tilværelse; han finder stadig den magiske verden fascinerende, og han knytter venskaber og nyder respekt, han aldrig har oplevet før, især efter han, som eneste første-års elev i mange år, bliver udtaget til at være Søger på Gryffindors Quidditchhold. Eneste malurt i bægeret er det voksende fjendskab med Draco Malfoy, samt et fjendskab med Severus Snape, der underviser i Eliksirer. Snape viser uden blusel sin foragt for Berømtheden Potter allerede fra første lektion.
Da Harry var med Hagrid i Gringotts afslørede Hagrid, at han var blevet bedt om at hente en meget vigtig, og meget hemmelig, pakke til skolens rektor, Albus Dumbledore. Undervejs i skoleåret oplever Harry og Ron flere mystiske hændelser, der overbeviser dem om at pakken indeholdt De Vises Sten, og at Voldemort har sendt en af sine håndlangere ud for at skaffe ham Stenen, så han kan vende tilbage.
De mistænker Snape på grund af hans åbenlyse had til Harry, og fordi han er indblandet i alle de mystiske hændelser, der sker på skolen; under en Quidditchkamp, hvor Harrys kost pludselig bevæger sig ude af hans kontrol og prøver at kaste ham af, holder Snape øjenkontakt med Harry og mumler magiske ord, og da en trold slippes løs på skolen er Snape også den første på stedet. Da Harry og Ron redder Hermione fra trolden bliver hun indviet i deres mistanker, og herefter hjælpes de tre ad med at løse gåden. De bruger den Usynlighedskappe, Harry har fået i julegave, til at udforske skolen, og de finkæmmer Skolens Bibliotek efter oplysninger om De Vises Sten. Det er under en af disse usynlige ture på skolen, at de opdager at nogen har kæmpet sig forbi den tre-hovedede hund Fluffy – et af Hagrids kæledyr – der bevogter lemmen ned til Stenens gemmested. De tre beslutter sig for at følge efter, men undervejs gennem de forhindringer, skolens lærere har placeret for at beskytte Stenen, bliver Ron og Hermione ladt tilbage så kun Harry når frem til Stenen.
Harry opdager således, at mistanken til Snape har været uberettiget, da Quirinus Quirrel konfronterer ham og afslører, at han bærer Voldemorts ånd i sin egen krop. Harry bliver tvunget til at kigge i Drømmespejlet for at hjælpe Voldemort med at finde Stenen. Dumbledore har gemt Stenen inde i spejlet og fortryllet det således, at kun den person der vil finde Stenen, men ikke bruge den, vil kunne få fat i den. Harry har tidligere fundet Drømmespejlet i en afkrog af skolen; ved den lejlighed blev han næsten fortabt i billedet af sin familie, som Spejlet viste ham. Det er således også ønsket om at se familien igen, der får Harry til at kigge i Spejlet nok en gang. I stedet ser han sig selv trække De Vises Sten op af lommen, og mærker i det samme en tyngde i samme lomme.
Da Harry prøver at flygte fra Quirrel/Voldemort kommer det til en kort kamp. Harry erfarer, at når de rører hinanden får han selv en voldsom, skærende smerte gennem sit ar i panden, og at Quirrel oplever samme smerte, hvor deres hud rører hinanden. Han får derfor Quirrel til at få smerter og lidt efter dør han, Harry selv bliver slået bevidstløs da en gigantisk ånd svæver gennem ham.
Harry vågner senere op i Hospitalsfløjen på skolen og erfarer, at Voldemort efterlod den døde Quirrel. Harry selv har været bevidstløs i et par dage, men er ellers sluppet fra hændelsen uden mén. Han erfarer, at Dumbledore har virket som hans beskytter gennem året, og at Stenen er blevet destrueret.

### Harry Potter og Hemmelighedernes Kammer
På sin fødselsdag sidder Harry Potter på sit værelse og kigger den billedbog igennem han har fået af Hagrid det foregående år. Hans ugle Hedvig, som Hagrid købte til ham året før i Diagonalstræde, tuder og Harry beder hende tie stille inden hans onkel hører det. Men desværre skete det, Harry må gå ned og høre på onkel Vernon der minder ham om at hvis han ikke kan styre den ryger den ud. Harry opdager at de skal have besøg og går kort efter op på sit værelse hvor han møder Husalfen Dobby, der har revet sig løs af sin herres bindinger. Harry får at vide at han ikke må tage tilbage til Hogwarts, fordi forfærdelige og frygtelige hændelser vil finde sted. Harry afviser, hvorefter Dobby finder Harrys breve fra vennerne frem, da Dobby ikke giver dem bliver han jagtet ned i dagligstuens køkken. Harry afviser igen at blive væk fra Hogwarts, og Dobby får en budding til at svæve hen over middagsgæsten Fru Mason, Dobby smider buddingen ned over hende hvilket får Vernon til at blive så rasende at han burer Harry inde med tremmer på værelset. Natten efter vågner Harry da en bil kommer svævende hen ved vinduet, med Ron, Fred og George Weasley der har til hensigt at befri Harry. De får Ham fri og flyver mod Weasley'ernes hjem.
Da de senere lander ved Vindelhuset, som Weasley-Hjemmet kaldes, opstår der kæmpe hysteri fra Molly Weasley der synes at det var farligt. Arthur Weasley kommer hjem og Molly fortæller ham om Fred-George-Ron-Harry-Ford-Anglia-flyveturen. De får alle sammen, Harry, Ron, Fred, George, og Percy, brev fra Albus Dumbledore, Hogwarts. De tager derefter, via Susepulver, som Harry aldrig har prøvet før, til Diagonalstræde for at købe alle tingene på deres lister, hvor de i Flourish & Blotts, finder et interview igangværende. Manden til interviewet hedder Glitterik Smørhår, og meddeler, da han får øje på Harry, at han vil indtage stillingen som lærer i Forsvar mod Mørkets Kræfter eftersom den tidligere lærer, Quirinus Quirrel, døde. De tager derefter til Perron 9 3/4, men kan ikke komme igennem. Så de beslutter at tage den flyvende Ford Anglia og flyver til Hogwarts i den. Men ved skolen taber den fart og må nødlande.
De nødlander i et træ, men opdager at dette træ slår igen, og smadrer bilen sønder og sammen. De lander i græsset og kører alt hvad de kan væk fra "Slagpoplen", som træet hedder. De løber senere op ad trappen mod Storsalen men bliver standset af Filch der fører dem til Professor Snape's kontor. Her får de meget ballade da Snape læser Dagens Profettidende. Professor McGonagall og Professor Dumbledore kommer og tager sagen i egen hånd. Denne gang fik Severus Snape ikke lov til at bortvise dem. Men Minerva McGonagall, giver dem eftersidninger, og skriver til deres familier. Dagen efter ved morgenbordet opdager Harry at Ron har fået en Skråler.
Dette skoleår forløber ligesom det sidste med timer og Quidditch-træning, men den første time i Forsvar mod Mørkets Kræfter skulle de sætte Pixie-gnomer ind i et bur efter Professor Smørhår har sluppet dem løs.
Dette år hører Harry stemmer inde fra Hogwarts mure, og opdager senere at denne stemme tilhører en slange da han i Duelklubben i Storsalen, i en kamp mod Draco Malfoy, beordrer en slange til ikke at angribe Hufflepuff-drengen Justin Finch-Fletchley. Han finder også ud af at der er en el-gammel legende om Slytherin lyder sådan: Hogwarts blev grundlagt for mere end 1000 år siden af de største hekse og troldmænd på den tid; Godric Gryffindor, Helga Hufflepuff, Rowena Ravenclaw, og Salazar Slytherin. Tre af grundlæggerne levede i fuld fordragelighed med hinanden, en gjorde ikke. Salazar Slytherin ville være mere selektiv med udvælgelsen af de elever der kom ind på Skolen, han mente at den Magiske lærdom skulle holdes inde for de Magiske familier, med andre ord; Fuldblods. Da han ikke kunne overtale de andre, besluttede han sig for at forlade skolen. Ifølge legenden, havde Slytherin bygget et skjult kammer her på slottet, bedre kendt som Hemmelighedernes Kammer. Men kort før sin afrejse, forsejlede han det. Indtil den da hvor den rette aftager vender tilbage til skolen. Kun aftageren, ville være i stand til at åbne Kammeret, og frigive Gruen (Monsteret) derinde, og med et, rense skolen for alle de børn, som efter Slytherins mening; ikke var værdige til at studere Magi (Mugglerfødte).
Efter han hører om dette beslutter han sig for, sammen med Hermione og Ron, at brygge en Polyjuice-eliksir, der lader dem forvandle til en person i 1 time. De beslutter sig for Vincent Crabbe (Ron), Gregory Goyle (Harry), og Millicent Bulstrode(første Danske oversættelser: Polly Pitbull) (Hermione). Uheldigvis går det galt for Hermione, så Harry må gå alene med Ron ned i Slytherins Opholdstue og udspørge Malfoy, da de tror det er ham. Men det var desværre ikke Malfoy. Et par dage senere finder Harry en bog på Hulkende Huldas Pigetoilet. Siderne er helt blanke så han undersøger den, og Harry bliver suget ind i bogen og tilbage til en tid der tilhører Romeo G. Detlev Jr.. Han finder ud af at denne person fangede engang Hagrid (som yngre person) i at opdrage en edderkop. Harry tror nu at det er Hagrid der åbnede Hemmelighedernes Kammer. Da de skal til at spørge Hagrid kommer Neville og fortæller at Harry's ting er blevet smadret, Harry finder da ud af at Romeo Detlevs dagbog er forsvundet. Da de dage senere skal til Quidditch-kamp aflyser McGonagall kampen og fortæller Harry at han og Ron skal se noget. Oppe i Hospitalsfløjen finder de Hermione på en seng, stiv som et bræt.
Aftenen efter kommer McGonagall ind i Gryffindor's Opholdstue, hvor hun fortæller at alle elever skal være tilbage i Opholdstuen kl. 6.00 hver aften, alle elever vil blive fuldt til hver time af en lærer, ingen undtagelser. Harry hvisker derefter med Ron at de skal have hans Usynlighedskappe på ned til Hagrid, selvom han ikke kan tro at det er ham der åbnede Kammeret. Nede ved Hagrid skal de til at udspørge ham da det banker på døren. Fudge og Dumbledore kommer ind og selvom Dumbledore beskytter Hagrid kan han ikke afvise omstændighederne, Fudge tror han har genåbnet Kammeret. Så kommer Draco Malfoys far og afkræver suspendering af Dumbledore, på grund af angreb. Da Hagrid går siger han: Hvis der er nogen der leder efter et eller andet, så skal de bare tag og følge efter alle edderkopperne. Det er hva' jeg har at sig'. Da Harry og Ron følger efter edderkopperne møder de Aragog der fortæller dem alt hvad der er at vide om Kammeret og angreb. Da de skal til at gå vil Aragogs børn gerne lege lidt, med de kødfulde lækkerbidskner. De slipper ud af dødsfælden, med nød og næppe.
Flere dage senere er Harry og Ron oppe og se til Hermione, der opdager de sandheden. Af alle frygtindgydende væsner der findes i vores land, er der ingen så farlig som Basilisken også kendt som Kongen af Slanger, denne slange, som kan vokse sig gigantisk størrelse, er født fra et hønseæg, udklækket af en tudse. Dens dræbermetoder er forunderlige, for udover dens giftige hugtænder, har den et dødeligt blik. Alle der ser denne kæmpeslange i øjnene dør omgående. Edderkopper flygter fra den, for de er dødelige fjender. Basiliskens eneste frygt er en galdende hane. Lige pludslig lyder McGonagalls stemme i højtaleren, og Harry og Ron gemmer sig. De finder ud af at Basilisken har taget Ginny Weasley og sender besked til Smørhår, der er ved at rejse. De finder indgangen til Hemmelighedernes Kammer, men nede i Kammeret slår Smørhår sig selv ud og afskærer Harry fra Ron.
Harry må fortsætte alene, og møder Romeo Gåde Detlev JR. der omgående slipper Basilisken løs og lader den kæmpe mod Harry. Men Basilisken bliver blændet af Fawkes - Dumbledores Fønix - og kan nu ikke se, kun lugte. Harry får den til at krybe et andet sted hen, så han har tid til at kigge på Ginny. Han får øje på Godric Gryffindors Sværd og tager kampen op igen. Harry får til sidst dræbt Basilisken og stukket en Basilisktand i Romeo's dagbog. Uheldigvis finder han ud af at en basilisktand har stukket ham i armen og intet kan helbrede ham, undtagen Fawkes som græder ned på hans sår, da en fønixs tårer har helbredende kræfter. Tilbage på Hogwarts er Dumbledore tilbage som Rektor og lykønsker Harry og Ron. Dumbledore sender løsladelsespapirer til Ministeriet, for at få Hagrid fri. Tilbage i Storsalen er året slut og Hagrid er tilbage på Hogwarts.

### Harry Potter og Fangen fra Azkaban
Harry Potter er ikke en almindelig dreng på 13 år. For det første hader han sin fødselsdag, for det andet elsker han at lave lektier, og for det tredje er han en troldmand. Harry bliver nødt til at lave sine lektier i smug om natten, når hans onkel Vernon, tante Petunia og fætter Dudley, sover.
En dag får Harry at vide at onkel Vernons søster, Marge, kommer på besøg. Og eftersom hun ikke kan fordrage Harry, og han ikke hende, bliver det ikke ligefrem et hyggeligt besøg. En aften mens alle fem sidder og spiser, taler Marge over sig, om hvor elendige Harrys forældre har været, og der går hun over grænsen. Harry får hende til at svulme op, og har dermed brudt loven, for han må ikke bruge magi uden for skolen. Men Harry tager flugten, og ender i et andet kvarter, og farer vild. Pludselig dukker Natbussen op, og transporterer Harry til Den Utætte kedel ude for Diagonalstræde i London. Der bliver han fundet af ministeren for magi, Cornelius Fudge. Men Harry er heldig og kan vende tilbage til Hogwarts, skole for heksekunster og troldmandsskab.
På skolen hører man om en fange fra Azkaban (troldmandsfængslet) og Harry svæver tydeligvis i livsfare. Men er han nu også det..? Han finder også ud af sandheden om sine forældres død da dementorene (vogterne af troldmandsfængslet Azkaban) kan få en til at opleve det værste i ens liv, for Harry er det hans mors dødsskrig. Professor Lupus (Harry Potters fars James Potters gamle ven også kendt som varulv) lærer Harry en besværgelse til at jage dementorene væk med, men den er meget besværlig da man skal lade sig opsluge af et virkeligt glad minde. Da Harry har boet hos sin tante og onkel har han ikke så mange gode minder ud over sit ønske om at høre sin mor (Lily Potter (Evans)).
Til sidst får vi mange hemmeligheder frem og Rons rotte er en af dem. Samt hvem manden der undslap Azkaban og 'myrdede' 12 mennesker, samt 'angav' hans forældre den nat til Lord Voldemort - Sirius Black.

### Harry Potter og Flammernes Pokal
Da Harry skal tilbage til sit fjerde år på Hogwarts, finder han ud af at skolen skal være vært for en begivenhed (Trekamps Turnering) hvor 2 andre skoler også deltager.
Da de så skal finde ud af hvem det er der skal deltage for Hogwarts bliver både Cedric Deggory og Harry trukket. Da man SKAL være 17 år for at deltage, tror alle at Harry (14) har snydt også hans bedste ven Ronald Weasley tror på det.
Dumbledore tror på Harry, når han siger han ikke har snydt og derfor skal Harry deltage uanset hvad (At blive udtrækket, gør at 'kontrakten' er bindende og Harry har derfor ikke noget valg) Da Ron langsomt begynder at snakke med Harry igen og til sidst hjælper ham med at overleve, ender Harry i sidste runde af kampen og skal ind i en labyrint og finde pokalen, som bevis på at du vinder. Men da Harry (efter lang kamp) finder pokalen sammen med Cedric, bliver de transporteret til en forladt kirkegård, hvor Harry bliver lænket til en engel og Cedric dræbt af lord voldemord, som i denne film vender tilbage stærkerer end nogensinde.

### Harry Potter og Halvblodsprinsen
I Harry Potter og Halvblodsprinsen er der hormoner i luften inde på Hogwarts og den mørke side strammer grebet om den magiske verden.
Harry er nået til sit 6. år og lider stadig i sorg over at have mistet sin gudfar (Sirius Black).
I år er det Albus Dumbledore som kommer og henter Harry hos hans onkel, tante og fætter. På deres vej mod Vindelhuset, gør de stop hos Dumbledores gamle kollega, som Harry får overbevist om hvor meget han kan vinde, ved at vende tilbage som lærer på Hogwarts.
Da Dumbledore afleverer Harry hos familien Weasley, fortæller han at han ønsker at give Harry enetimer, når han vender tilbage til skolen.
Følelserne udvikler sig dramatisk på Hogwarts. Harry opdager han har følelser for Ginny (Ron's lillesøster) og kæmper en hård indre kamp.
Ron og Hermione kommer på tværs af hinanden og nægter at tale med hinanden. I sted gør de hinanden jaloux og til grin.
I enetimerne med Dumbledore, lærer Harry om Voldemorts fortid og om hvordan Voldemort i sin iver efter at blive den mægtigste troldmand i verden spalter sin krop i 7 dele.
Sammen med Dumbledore begiver Harry sig ud på en farefuld mission, for at finde Voldemorts 7 horcruxer.
I mellemtiden forsvinder folk fra jordens overflade og dødsgardisterne dræber uskyldige mennesker.
Men Voldemort har dog kun en tanke: At få ryddet Dumbledore af vejen. Voldemort udvælger Draco til opgaven i et forsøg på at pine Lucius Malfoy.
Harry har dog regnet ud at Hogwarts er i fare, og at det er Draco Malfoy der spiller den centrale rolle.
På samme tid bliver venskabsbåndet mellem Ron og Hermione sat på en prøve. Harry prøver desperat at holde sammen på de sidste dele han har tilbage, i den magiske verden.

### Harry Potter og Dødsregalierne
Harry kæmper for ikke at blive fanget af dødsgardisterne, som er Voldemorts tilhængere, alt imens han er fokuseret på at tilintetgøre Voldemorts horcruxer, som gør Voldemort udødelig, for at kunne tilintetgøre Voldemort endeligt. Da Harry, Ron og Hermione opsøger Xenophilius Lovegood, forklarer han vennerne om de tre dødsregalier. De tre genstande består af en genopstandelsesstenen (den har tilhørt Voldemorts onkel), Harrys usyndelighedskappe og Albus Dumbeldores tryllestav (den omtalte Elderwand - den stærkeste tryllestav i verden). Det er denne stav, Voldemort søger at finde. Harry tager til Hogwarts, hvor der bryder krig ud mellem dødsgardisterne og elverne, lærerne, Fønixordnen osv. Harry finder ud af, at da den besværelse, Voldemort kastede over ham da han var spæd som gav bagslag, slog noget af Voldemort´s sjæl af som bagefter kom ind i Harry. Så Harry er den sidste horcrux. Han går direkte ind til Voldemort i den forbudte skov,for at ofre sig, hvorefter Voldemort kastere dræbere forbandelsen over ham. Horcruxen bliver derfor ødelagt og Harry Potter dør. Harry potter har genopstandelsestenen og da kampen bliver taget op igen, vågner han fra de døde og går han hen og kæmper mod Voldemort, mens alle kigger på. Harry besejre Voldemort og redder hele troldmands verdenen

#### Epilog
Efter Voldemorts død, har Harry fået sig et hus og er gift med Ginny Weasley og har fået tre børn, James Sirius, Albus Severus og Lily Luna. Han er nu Auror og leder af Auror-kontoret.

## Familiemedlemmer
- James Potter – Far
- Lily Potter – Mor
- Petunia Dursley – Moster
- Vernon Dursley – Onkel
- Dudley Dursley – Fætter
- Sirius Black d. 3 – Gudfar
- Ginny Weasley – Hustru
- Albus Severus Potter – Søn
- James Sirius Potter – Søn
- Lily Luna Potter – Datter
- Molly Weasley – Svigermor
- Arthur Weasley – Svigerfar